# Xian autonome yi de Nanjian
Le xian autonome yi de Nanjian (南涧彝族自治县 ; pinyin : Nánjiàn yízú Zìzhìxiàn) est un district administratif de la province du Yunnan en Chine. Il est placé sous la juridiction de la préfecture autonome bai de Dali.

## Démographie
La population du district était de 210 721 habitants en 1999.